# Бане (име)
Бане је мушко словенско име, изведено или од имена Бранко или од имена Бранислав. Занимљиво је да је Бане и хавајско име које означава „дуго очекивано дете“.

## Популарност
У јужној Аустралији ово име је 2007. било међу првих 2.000 имена по популарности. У Хрватској је ово ретко име, мада чешће међу Хрватима него међу Србима, а највише се среће у Загребу, Оребићу и Ријеци.